# Блажа
Блажа (рум. Blaja) — село у повіті Сату-Маре в Румунії. Адміністративно підпорядковане місту Тешнад.
Село розташоване на відстані 433 км на північний захід від Бухареста, 44 км на південний захід від Сату-Маре, 109 км на північний захід від Клуж-Напоки.

## Населення
За даними перепису населення 2002 року у селі проживала 241 особа.
Національний склад населення села:
| Національність | Кількість осіб | Відсоток |
| -------------- | -------------- | -------- |
| румуни         | 233            | 96,7%    |
| угорці         | 6              | 2,5%     |

Рідною мовою назвали:
| Мова      | Кількість осіб | Відсоток |
| --------- | -------------- | -------- |
| румунська | 235            | 97,5%    |
| угорська  | 6              | 2,5%     |